# Лукко
«Лукко» (фін. Lukko) — хокейний клуб з м. Раума, Фінляндія. Заснований у 1936 році. Виступає у чемпіонаті СМ-ліги. 
Домашні ігри команда проводить на «ДНА-Арена» (5400 глядачів). Офіційні кольори клубу: синій, жовтий і білий.

## Досягнення
Чемпіонат Фінляндії
- Чемпіон (2): 1963, 2021
- Срібний призер (4): 1961, 1966, 1988, 2020
- Бронзовий призер (6): 1965, 1969, 1994, 1996, 2011, 2014

## Найсильніші гравці різних років
- воротар: Ярмо Мюллюс;
- захисники: Ярмо Куусісто, Йоуні Пельтонен, Ерік Хямяляйнен, Янне Ніскала, Джефф Джіллсон;
- нападаники: Матті Кейнонен, Йорма Пельтонен, Йорма Вехманен, П. Йокінен, Йоуні Рінне, Ісмо Вілла, Ярі Торккі, Еса Кескінен, Арі Вуорі, Ханну Ярвенпяя, Міка Ніємінен, Тімо Саарікоскі, Міка Алатало, Юха Рійхіярві, Пасі Саарела, Самі Торккі.